# Operatie Tractable
Operatie Tractable was een militaire operatie tussen 14 augustus en 21 augustus 1944, die volgde op de Landing in Normandië tijdens de Tweede Wereldoorlog. De operatie werd uitgevoerd door de Canadezen, ondersteund door Poolse en Britse soldaten. Het doel van de operatie was om de Duitse verdediging op de snelweg van Caen naar Falaise te doorbreken. Als de geallieerden de snelweg in handen zouden hebben, konden ze makkelijker uit Normandië uitbreken.
Voorafgaand aan Operatie Tractable werden er meerdere operaties uitgevoerd. Zo werd Operatie Goodwood door het Britse leger uitgevoerd en Operatie Atlantic werd toevertrouwd aan de Canadezen. Tractable was een belangrijk onderdeel van de grootschalige Operatie Totalize, de uitbraak van het Normandische bruggenhoofd bij de snelweg Caen-Falaise.